# Turki bin Sultan Al Sa'ud
Turkī bin Sulṭān Āl Saʿūd (in arabo تركي بن سلطان بن عبد العزيز آل سعود‎?; 6 ottobre 1959 – Riad, 25 dicembre 2012) è stato un principe e politico saudita, membro della famiglia reale Āl Saʿūd.

## Primi anni di vita e formazione
Il principe Turki è nato il 6 ottobre 1959  ed era figlio del defunto principe ereditario Sultan. Era fratello germano dei principi Khalid, Fahd e Faysal. La loro madre era Munira bint Abd al-Aziz bin Mousad Al Jiluwi, morta all'età di 80 anni a Parigi nel mese di agosto 2011. Munira era sorella di Alanoud, moglie di re Fahd e cugina di re Khalid e del principe Muhammad.
Dopo aver completato la sua formazione nell'ambito dello studio dei media all'Università Re Sa'ud nel 1981, ha conseguito un Master of Arts in comunicazioni internazionali presso l'Università di Syracuse nel 1983, dove è stato insignito del titolo di straordinario studente laureato.
Più tardi, è entrato a far parte di una rete televisiva americana, la CBS, come apprendista per un anno. Nel 1983, ha servito come rappresentante della stessa a New York.

## Carriera
Turki bin Sultan è stato nominato direttore della sezione stampa del dipartimento delle informazioni straniere del ministero della cultura e dell'informazione. Nel 1986, è stato promosso a consigliere dell'informazione estera presso lo stesso dicastero. Nel 1990, è diventato assistente vice ministro della cultura e dell'informazione per gli affari di pianificazione e studio. Dal 1996, ha prestato servizio presso lo stesso dicastero come assistente vice ministro per l'informazione estera.
Nel maggio 2001, è stato nominato assistente ministro della cultura e dell'informazione dall'allora re Fahd. Il suo incarico come assistente del ministro è stato rinnovato nel mese di aprile 2005 per altri quattro anni. In questo periodo è stato anche supervisore generale del canale sportivo saudita.
Il 4 settembre 2011, re Abd Allah lo ha nominato vice ministro della cultura e dell'informazione per gli affari dei media con rango di ministro.

## Altre posizioni
Nel 1995, Turki bin Sultan è stato nominato membro del consiglio di amministrazione della Fondazione Sultan bin Abd al-Aziz. È stato anche segretario ad interim della fondazione.
Nel 1999, ha presieduto il comitato organizzatore per le celebrazioni del centenario del regno. Nel 1989, il principe Turki ha guidato le squadre di informazione straniere che hanno partecipano alla mostra "Il Regno dell'Arabia Saudita, ieri e oggi" organizzata in Francia, Stati Uniti ed Egitto ed è stato coinvolto nell'allestimento delle mostre del regno tenutesi a Los Angeles nel 1990 e in Spagna nel 1992. Ha frequentato le riunioni dei ministri dell'informazione arabi tenutesi in Tunisia e in Egitto nel 1998.

## Vita personale
Turki bin Sultan era sposato e padre di due figli, Abd al-Aziz e Al Anoud. Abd al-Aziz è autore di un libro sulle relazioni pubbliche tra le forze corazzate americane e saudite intitolato "Military Media". Era membro onorario dell'Al-Hilal Club.

## Morte e funerale
Turki bin Sultan è morto per un attacco cardiaco all'età di 53 anni il 25 dicembre 2012 all'ospedale militare di Riad. La Corte Reale ha annunciato ufficialmente la sua morte. La preghiere funebri, guidate dal Gran Mufti del regno Abd al-Aziz bin Abd Allah Al ash-Sheikh, si sono tenute il giorno successivo nella moschea Imam Turki bin Abd Allah di Riad dopo la preghiera del pomeriggio alla presenza dell'allora principe ereditario Salman e di altri principi e funzionari. La salma è stata poi sepolta nel cimitero al-'Ud della capitale.